# Шевченково (Новобугский район)
Шевченково (укр. Шевченкове) — село в Баштанском районе Николаевской области Украины.
Население по переписи 2001 года составляло 1228 человек. Почтовый индекс — 55644. Телефонный код — 5151. Занимает площадь 1,41 км².

## Местный совет
55644, Николаевская обл., Баштанский р-н, с. Шевченково, ул. Ленина, 2, тел. 9-45-72; 9-45-16

## Спорт
В 2007 году создана футбольная команда «Альянс».